# مسجد جامع الأظفر
مسجد جامع الأظفر، (بالإنجليزية Jami Ul-Alfar Mosque: المعروف بالعامية باسم «سمان كوتو بالي»  التي تعني «المسجد الأحمر»)، يقع مسجد الفار في شارع الصليب الثاني في منطقة بيتا إحدى احياء العاصمة السريلانكية كولومبو، والمسجد هو واحد من أقدم المساجد في كولومبو وأحد المعالم السياحية الشهيرة في المدينة. بدأ بناء مسجد جامع الفار في عام 1908 ونتهى في عام 1909، بُنيا المسجد من قبل المسلمين المحليين من بوراه. وهو عبارة عن مبنى يتكون من طابقين مميز باللون الأحمر ومخطط بالأبيض، مع برج الساعة.